# Compagnie générale de télégraphie sans fil
Pour les articles homonymes, voir CSF.

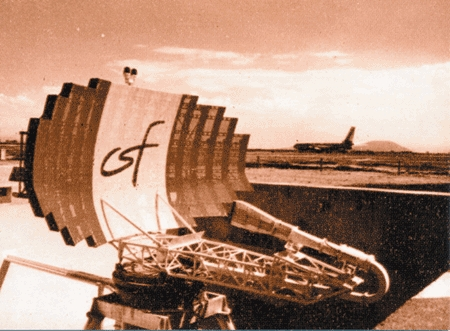
Radar primaire LP23/ER410 installé à l'aéroport d'Orly en 1964.

La Compagnie générale de télégraphie sans fil (CSF) est une société française créée en 1918, à l'époque pionnière de l'électronique et qui fusionne en 1968 avec la Compagnie Française Thomson-Houston (CFTH), filiale de Thomson-Brandt pour donner Thomson-CSF, qui prend en 2000 le nom de Thales.

## Histoire

### Radio en France au début duXXesiècle
Après les découvertes fondamentales de James Clerk Maxwell en 1865, de la mise en évidence des ondes électromagnétiques par Heinrich Hertz vingt ans plus tard et l'invention par Édouard Branly du cohéreur (détecteur d'ondes radio), c'est à l'italien Guglielmo Marconi que l'on doit les premières transmissions radio. La société qu'il crée au Royaume-Uni permet notamment d'équiper les transatlantiques comme le Titanic d'émetteurs récepteurs. En Allemagne, la société Telefunken est créée pour développer du matériel relatif à la transmission sans fil (TSF), alors qu'en France, Eugène Ducretet — qui avait établi en 1898 la première liaison radio entre la tour Eiffel et le Panthéon — doit abandonner ses projets industriels en 1908. C'est au sein de l'armée que le capitaine Gustave Ferrié entreprend de développer des techniques radio. 
En 1908, un collaborateur de Ferrié, Paul Brenot, polytechnicien de 26 ans, retrouve à La Rochelle l'un de ses camarades de promotion Émile Girardeau et lui communique sa passion pour la TSF. Girardeau réalise qu'il n'y a pas en France d'entreprises comme Marconi ou Telefunken. Il s'associe avec Joseph Bethenod, du même âge, mais issu de l'École centrale de Lyon, pour fonder en 1910 la Société française radio-électrique (SFR) qui fournit à l'armée les matériels dont elle a besoin pour les transmissions sans fil,.

### De laSFRà laCSF(1910-1930)

Sigle de la SFR.

C'est en Afrique-Équatoriale française, sur la liaison Brazzaville-Loango, que la jeune société fait ses preuves. Grâce à l'allongement de la longueur d'onde, d'excellents résultats sont obtenus après des débuts difficiles et ce succès amène de nouveaux contrats, aussi bien en Afrique qu'en métropole avec l'établissement à la tour Eiffel d'un émetteur disposant d'une puissance antenne de 25 kW. La Première Guerre mondiale donne l'occasion à la société de se développer rapidement. Elle livre 65 stations fixes de plus de 5 kW, 18 000 postes d'avions, 300 postes de navires et 300 postes mobiles sur véhicule. La création de la Compagnie Générale de Télégraphie sans fil (CSF) en 1918 résulte du succès de la SFR et de l'initiative d'investisseurs au centre desquels on trouve la Banque de Paris et des Pays-Bas (BPPB) qui avait des participations dans la SFR mais aussi dans la Compagnie française des câbles télégraphiques (CFCT) investie dans les lignes télégraphiques transatlantiques. Un des intérêts de la BPPB dans la création de la CSF est qu'elle permettait à la banque de faire valoir ses droits sur des avoirs allemands séquestrés par les alliés.
Paul Brenot qui avait été au sein de l'administration militaire, aux côtés de Ferrié, l'un des interlocuteurs de la SFR, quitte l'armée en 1919 pour assurer la direction technique de la CSF. À partir de 1920, le nouveau groupe dont Girardeau conserve la direction est sous le contrôle de la BPPB. Le groupe adopte une structure de holding où ses différentes sociétés s'engagent dans une stratégie de diversification, :
- la SFR développe et produit des alternateurs haute fréquence, des antennes, des centres d'émission et des centres de réception ;
- la Radiotechnique dont la CSF prend le contrôle en 1920 et qui est spécialisée dans la fabrication des tubes électroniques, notamment les triodes destinées essentiellement au marché des appareils de TSF grand public ;
- et enfin la Compagnie Radio-France créée en 1921 pour assurer l'exploitation de réseaux internationaux.

La CSF est amenée à se spécialiser dans la radiotélégraphie, abandonnant à Siemens la CGTT, investie entre-temps dans la construction de postes téléphoniques. Dans le secteur des télécommunications, aux côtés de la Compagnie Radio-France à qui les PTT sous-traitent l'exploitation de son réseau international, on trouve d'autres compagnies associées de télégraphie sans fil (TSF) : la Société Radio-Orient qui développe un réseau similaire au Proche-Orient et la Compagnie Radio maritime qui équipe les navires marchands. La marque Radiola désigne à la fois des postes récepteurs de TSF grand public produits par la Radio-technique et une station de radio qui obtient en 1922 l'autorisation des PTT pour émettre à Paris des émissions de TSF grand-public. Radiola devient Radio-Paris en 1924 et est rachetée par l'État en 1933. En 1929, la CSF aborde le secteur cinématographique par le biais de Radio-Cinéma qui fabrique des projecteurs de cinéma pour les salles de spectacles et les studios.
Sur le plan technique, la SFR propose dès 1922 des alternateurs haute fréquence autour de 10 kHz, pour générer l'onde porteuse typiquement de 25 000 mètres. Cette innovation technique renforce la position mondiale de la SFR mais dans les années qui suivent, il est prouvé que les communications à longue distance doivent utiliser des ondes courtes (typiquement entre 10 et 200 mètres) et que le développement de cette gamme d'onde est possible grâce aux lampes radio, c'est-à-dire des tubes électroniques de type triode inventés en 1906 par Lee De Forest. Ceci conduit la SFR à étudier les ondes courtes à partir de 1924 et à produire des tubes radio au sein de la société Radio-technique, à Suresnes.
Les relations financières restent fortes entre la BPPB et la holding CSF mais faibles entre la même la BPPB et les filiales, car c'est la CSF qui joue le rôle de banquier vis-à-vis de ses filiales. Les recettes de la CSF proviennent de redevances versées par les filiales au titre de l'exploitation de brevets détenues par la maison mère alors que les dividendes restent faibles. La CSF gère en effet au niveau central un laboratoire de recherches générales et elle est détentrice de tous les brevets du groupe.
Aux alentours de 1929, on trouve aux conseils d'administration du groupe, outre les fondateurs, Émile Girardeau et son camarade de promotion Paul Brenot, le général Paul Anthoine, de la promotion 1879 de Polytechnique qui représente la BPPB, Louis Aubert, député de Vendée, qui représente la société Gaumont-Aubert-Franco-Films. La banque Gunzburg est représentée par Jacques de Gunzbourg, son fils Jean et Henry Bousquet. La BPPB est également représentée par André Laurent-Atthalin et André Goüin (petit-fils d'Eugène Goüin). On peut encore citer le diplomate Jules Cambon et le mari de sa fille (Geneviève Tabouis) Robert Tabouis, Robert Delaunay-Belleville, Paul Gautier. Nicolas Pietri parent du ministre François Piétri et proche de Girardeau représente des intérêts financiers franco-britanniques. Louis Wibratte, président de la BPPB est au centre de ce réseau d'hommes qui se fréquentent dans de multiples conseils d'administration.

### Resserrement sur l'électronique professionnelle lourde
Au tournant des années 1930, on assiste à un recentrage des activités de la CSF sur l'électronique professionnelle lourde : Radio-Paris est cédée à l'État en 1933 et la Radio-technique, devenue Radiotechnique, est restructurée avec l'aide de Philips.
En 1929, Girardeau confie à Maurice Ponte (jeune normalien de 27 ans) en même temps que la responsabilité du département lampes (c'est-à-dire les tubes électroniques) de la SFR, la direction du laboratoire de recherches générales, avec carte blanche pour recruter tous les jeunes physiciens spécialistes du rayonnement électromagnétique et de l'électronique. Un autre normalien, Yves Rocard avait été recruté un an auparavant pour s'occuper des petites lampes des récepteurs radio. C'est ainsi que Ponte recrute Robert Warnecke et Pierre Grivet. Il s'agit de prendre part à la course à la puissance qui s'est amorcée au tournant des années trente pour les émetteurs à onde courtes à la suite des travaux du japonais Yagi du développement balbutiant des magnétrons. En 1934, sur la proposition d'Henri Gutton, un physicien dont le père Camille Gutton, avait étudié à l'université de Nancy la réflexion et la diffusion des ondes courtes sur les obstacles, le laboratoire de la CSF met en œuvre les ondes décimétriques pour déceler les obstacles. Ces études donneront naissance aux radars. Un brevet est déposé le 20 juillet 1934 (brevet français no 788.795) pour un appareil de détection à ondes décimétriques. Ce détecteur d'obstacles CSF, ancêtre du radar, équipe en 1934 le cargo Orégon de la Compagnie générale transatlantique, un second en 1935 équipe le paquebot Normandie.
À côté de l'activité radars dont le poids va devenir de plus en plus important au sein du groupe, la SFR poursuit l'installation d'émetteurs radio parmi lequel celui, très moderne, de RTL mis en service en 1931. En 1936, la CSF absorbe la Société indépendante de TSF (SIF), dont les activités étaient voisines de celles de SFR.

### Seconde Guerre mondiale
À l'approche de la guerre, les deux usines de la SFR, celle de Levallois et celle de Cholet, acquise en 1936, sont réorientées vers la production d'équipements militaires. Malgré son avance technologique dans le domaine des radars, la CSF n'est pas encore en mesure de proposer à la défense nationale une solution de couverture aérienne et reste donc peu sollicitée par les militaires qui, depuis 1935, préfèrent sous-traiter les premiers radars français (qui ne portent pas encore le nom de radars) à Sadir-Carpentier ou à LMT. Dans les premiers mois de la guerre, les laboratoires de Levallois font des avancées importantes dans la mise au point du magnétron de puissance qui ouvre la voie au radar centimétrique qui sera largement utilisé par les Alliés à partir de 1943 pour équiper les chasseurs et les bombardiers (voir : Histoire du radar). Le 8 mai 1940, Maurice Ponte lui-même est à Londres pour présenter le magnétron de la CSF aux Britanniques qui feront une synthèse des avantages du prototype de la SFR et de leur propre prototype.
Un mois plus tard, alors que la Wehrmacht est aux portes de Paris, l'usine de Levallois se replie sur celle de Cholet qui, après l'armistice, se retrouve dans la zone occupée par les Allemands. Les deux usines de la SFR sont placés sous la tutelle de la société Telefunken. L'usine de la SIF, à Malakoff, est placée sous la tutelle de Siemens & Halske et l'usine de la Radiotechnique, à Suresnes, sous celle de Philips Electro Special, filiale allemande de Philips à Berlin. Pour bénéficier de marchés du gouvernement de Vichy, la SFR installe un centre d'études en zone libre, à Lyon. Le service du personnel reçoit la directive d'y faciliter le transfert de tous les employés juifs qui le souhaitent. Une petite usine est également créée à Alger. Contrôlée par les occupants et devenue un centre de production Telefunken, la SFR a produit majoritairement pour l'armée allemande. La part de son chiffre d'affaires consacré à l'armement allemand est de 65 % sur l'ensemble des cinq exercices de 1940 à 1944, culminant à 86 % en 1943, alors que les effectifs sont passés de 2 600 en février 1940 à plus de 4 000 en 1943 après être passé par un niveau d'étiage de 1 000 en août 1940. Il s'agit pour l'essentiel de matériel conçu par Telefunken. Plusieurs augmentations de capital soutenues par la BPPB sont organisées, que ce soit à la SFR où à la maison mère.
Le centre de Sainte-Assise, de Radio-France est réquisitionné en avril 1941 par la Kriegsmarine qui s'en sert pour communiquer avec ses U-Boote dans l'Atlantique ou en Méditerranée. De la même façon, Radio-Maritime doit mettre ses installations au service de l'occupant.
Les Allemands n'ont pas cherché à tirer parti du potentiel de recherches de la SFR mais laissent plus de 400 personnes poursuivre des activités de recherches. Pierre Grivet est recruté à la fin de 1941 pour développer un microscope électronique.
À partir de septembre 1942, comme dans le reste de la France, des ouvriers de la SFR sont requis pour le travail obligatoire en Allemagne, environ 300 au total dont la plupart sont affectés à l'usine Telefunken de Zehlendorf, dans la banlieue de Berlin. Les filiales de la CSF qui travaillent pour les Allemands sont relativement mieux protégées du travail en Allemagne que Radio-cinéma qui produit toujours du matériel civil.
Un certain nombre d'opérations de sabotages sont menées mais il est difficile d'en évaluer l'ampleur et l'impact. Les résistants qui ont été déportés, comme Charles Vaudevire ou Pierre Viennot responsables du service du personnel à Levallois, l'ont été en raison d'activités de résistance extérieures à l'usine. Deux ingénieurs de l'usine de Lyon, Jean Fleury et Jean Roy qui avaient monté le réseau de transmissions Electre au profit du Bureau central de renseignements et d'action (BCRA) termineront la guerre à Londres, où Fleury est nommé chef du 3e bureau des Forces françaises de l'intérieur.
Mis à part les installations côtières de Radio-Maritime, aucune usine de la CSF n'a été sérieusement endommagée par les bombardements alliés. Après la Libération, les dirigeants de la SFR, Émile Girardeau et Paul Brenot, ont été inculpés en raison de la forte participation de la société à l'effort de guerre allemand mais l'instruction s'est terminée par un non-lieu en septembre 1949.

### Reconstruction

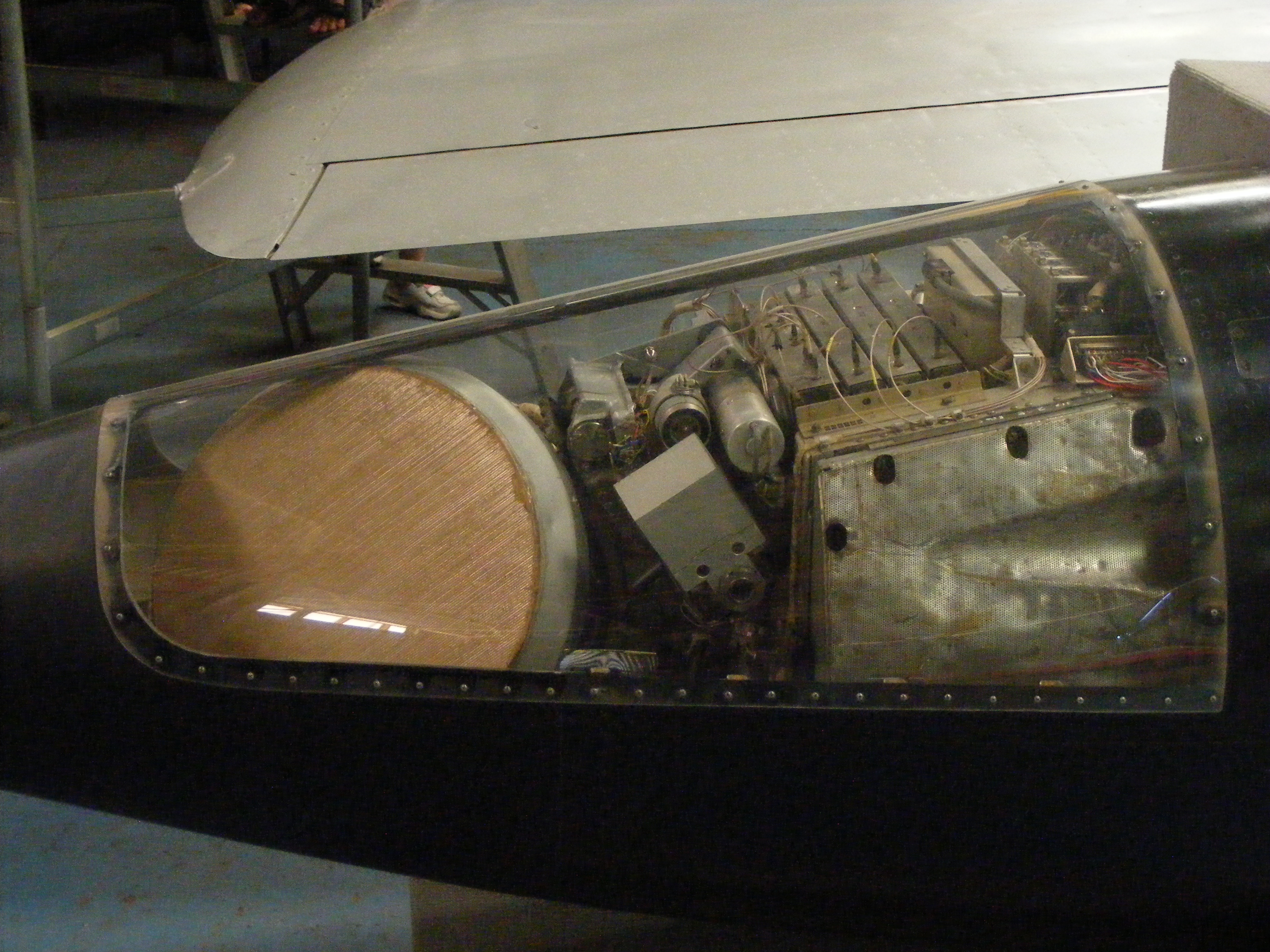
Radar Cyrano dans le nez d'un Mirage III.

Après la Libération, Girardeau cède la place à son second, Robert Tabouis, jusque-là secrétaire général. À partir de 1956, la CSF se restructure autour du centre de recherches techniques, nouveau nom du laboratoire de recherches et parallèlement, Ponte devient d'abord directeur technique, puis directeur général, en 1952 et enfin président-directeur général de 1960 à 1967. La maison mère absorbe la SFR (qui faisait déjà partie du groupe), la Société indépendante de TSF dont l'usine est à Malakoff et les activités sont voisines de celles de la SFR et qui est aussi contrôlée par la CSF et Paribas, et SADIR-Carpentier, une société spécialisée dans la fabrication de radios traditionnelles dont les ateliers sont situés à Issy-les-Moulineaux,. 

La Stéatite industrielle française, fabricante de tubes électroniques, avait été absorbée pendant l'Occupation. Le redémarrage de la société s'appuie sur des commandes militaires dans le domaine des télécommunications et du radar qui prend de plus en plus de poids dans la société, au même titre que les tubes spécialisés, les métiers de base de la CSF. Dans le courant des années 1950, les PTT, puis le Commissariat à l'énergie atomique (CEA) deviennent également des clients importants. Le mode de soutien classique de la puissance publique au laboratoire de recherches de la CSF passe typiquement par la commande de séries de prototypes, soutien efficace pour des tubes électroniques mais qui se révèle inadapté dans le domaine émergent des semi-conducteurs.
Autour de 1950 un département de recherches physico-chimiques (RPC), rassemblant une soixantaine de personnes est installé à Puteaux. Il s'agit d'étudier les matériaux utilisés dans les tubes mais les résultats de ce laboratoire peuvent déboucher sur d'autres composants comme les condensateurs pour laquelle est créée en 1951 la société « Le Condensateur Céramique » (LCC). C'est également au RPC, dirigé par André Danzin, qu'à partir de 1953, est assignée la tâche de développer des transistors au germanium dont les balbutiements datent de 1948 aux laboratoires Bell. Claude Dugas, qui avait été envoyé aux Bell Labs par Yves Rocard, est recruté pour créer au RPC un laboratoire germanium. En 1955, l'usine de Saint-Égrève, jusqu'alors investie dans la fabrication de tubes commence l'industrialisation des transistors étudiés depuis 1953 au laboratoire de Puteaux. La production de transistors connaît des débuts douloureux, Ponte tardant à comprendre que contrairement aux tubes, ce n'est pas le développement artisanal qui est un gage de qualité mais, au contraire, une production de masse.
Malgré ces déboires dans les transistors, la CSF connaît une expansion vigoureuse : en 1950, on compte près de 9 000 personnes dans le groupe, dont près de 700 à 800 dans les laboratoires et dix ans plus tard, les effectifs sont passés à 19 000 personnes dont 2 000 dans la recherche. En 1958, cependant, la CSF est obligée de réduire ses effectifs à la suite d'une réduction des programmes nationaux d'armements aéronautiques mais, dans les années qui suivent, le succès du Mirage III entraîne celui du radar Cyrano qui est logé dans son nez. Les succès français dans le radar doivent être partagé avec le grand concurrent Thomson qui s'est affirmé dans le domaine de l'électronique professionnelle depuis le rachat en 1936 des établissements Kraemer à Asnières.
Les activités grand public sont peu à peu réduites à portion congrue, à l'instar de Radio-Cinéma que Ponte engage dans la voie de l'instrumentation scientifique en mettant toujours à profit ses relations dans le milieu universitaire et qui devient Cameca en 1954. En 1968, au moment de la fusion avec Thomson, Clarville avec ses 600 employés est la seule filiale investie dans le matériel grand public.

### Années 1960
En 1960, la CSF est un groupe industriel de 19 000 personnes, organisé de façon moderne en directions fonctionnelles et directions opérationnelles et dont l'ensemble des établissements se trouve surtout en région parisienne.
Le siège, les directions fonctionnelles et les services communs sont installés à Paris, boulevard Haussmann (8e arrondissement) et boulevard Murat (16e arrondissement). Dans la proche banlieue parisienne, on trouve notamment l'usine de Levallois-Perret, établissement historique de la CSF dont l'activité réside essentiellement dans la production des matériels professionnels à usage civil (radars, faisceaux hertziens, télécommunications, radiodiffusion, électronique industrielle, applications nucléaires), le centre Guynemer, à Issy-les-Moulineaux, qui assure la fabrication de télécommunications, de détecteurs de radars et de calculateurs, l'usine de Malakoff qui développe et produit les matériels professionnels à usage militaire et le Centre de recherches physico-chimiques à Puteaux.
Dans la plus lointaine banlieue, à Orsay — à proximité du centre du CEA de Saclay créé en 1947 — le centre de Corbeville, créé en 1957 pour accueillir les laboratoires de la rue du Maroc, regroupe le centre de physique électronique et corpusculaire (CPEC) et le département de physique appliquée. Dans l'ouest Parisien, à Sartrouville on trouve l'usine de pressage de disques de la SAIP-Vega,.
En province, les centres les plus importants sont :
- celui de Cholet, jumelé avec celui de Levallois-Perret ;
- le centre Émile Girardeau à Saint-Égrève, près de Grenoble qui héberge la deuxième usine de tubes électroniques, après celle de Levallois-Perret ;
- l'usine grenobloise de la Compagnie générale des semi-conducteurs (COSEM) spécialisée dans la fabrication de composants semi-conducteurs (diodes, photodiodes, transistors) ;
- l'usine de Saint-Appolinaire près de Dijon qui produit des condensateurs et des pièces en céramique ;
- l'usine Socapex, à Cluses, spécialisée dans les connecteurs[12].

En 1963 est créé dans le cadre du plan gouvernemental d'industrialisation de la Bretagne, le centre de Brest, site de production pour les autres unités du Groupe.
Au total, le nombre des établissements de la CSF en France dépasse largement la cinquantaine. L'implantation à l'étranger reste marginale. Quelques filiales résultant d'acquisitions font figure de têtes de pont pour une éventuelle expansion internationale : la CIR, en Suisse, comprend une usine de composants radio-électriques située à Gals-Béthléhem. En Italie, Radio Italia fabrique du matériel professionnel à Rome et Microfarad, des condensateurs à Milan. Aux États-Unis, enfin, Intec, dans l'État de New-York, ne résulte pas d'une acquisition mais a été fondée en 1960 pour adapter le matériel français aux normes américaines, avec fabrication en série des composants américains.
Les différentes activités de la CSF sont réparties en sept groupes ou divisions qui dépendent d'une direction opérationnelle particulière :
- le groupement des matériels militaires (Gr.M) ;
- le groupement des applications civiles de l'électronique professionnelle (Gr.CP) ;
- le groupement G (électronique et électromécanique) (Gr.G) ;
- la division des tubes électronique (DTE), dirigée par Robert Warnecke ;
- le groupement matériaux et composants (GR.D), dirigé par André Danzin ;
- le groupement grand public (Gr.GP) ;
- le département de physique appliquée.

Les années 1960 sont en particulier marquées par les progrès dans les calculateurs pour l'automatisation de l'industrie, futur débouché de la COSEM-CSF, avec les développements de la Télémécanique, qui profite du dynamisme de la recherche sur l'électronique et ses débouchés à Grenoble pour son futur Solar, l'obligeant à ouvrir en 1971 une seconde usine à Échirolles (800 personnes) pour la conception matérielle et logicielle, l'intégration et la maintenance des ordinateurs.

### Rapport à la science
En même temps qu'une proximité avec les administrations françaises, le rapport exceptionnel à la science représente pour la CSF de l'après-guerre un tropisme qui permet de différencier la société d'autres de la même taille et même de la même activité. Dirigée d'abord par des hommes de la radio, Girardeau et Brenot, puis par un scientifique Maurice Ponte qui deviendra académicien des sciences et qui a des contacts étroits avec d'autres scientifiques français de la même génération comme Louis Néel ou Yves Rocard, c'est au RPC de Puteaux qu'est assigné le rôle d'être le lieu où la recherche industrielle peut échanger avec la communauté scientifique. La CSF s'articule autour de son laboratoire central, suivant en cela l'intuition de Ponte selon laquelle l'électronique nouvelle basée sur la physique de l'état solide est en train de bouleverser les modes de productions industriels. Pour faire face à cette nouvelle donne, il est demandé à l'État une intervention massive qui dépasse la commande de quelques prototypes. En revanche, pour Ponte, dès 1945, sa société est là pour servir les intérêts nationaux. Les critères classiques de profitabilité sont relégués au second plan et, comme l'exprime indirectement Ponte en 1960, les finances sont là pour servir la science : « L'âme de la recherche suppose que le corps, c'est-à-dire, les finances, après tout, nous sommes dans un régime capitaliste, soient en bonne santé. ».
L'excellence scientifique produit, par exemple, en 1958, le carcinotron (en), un tube original de faible puissance utilisé comme pilote à fréquence variable pour l'espionnage des radars adverses mais aussi toute une gamme de matériel développé au sein du département accélérateurs dont l'intérêt stratégique pour la société est moindre. Il n'en est pas de même des développements de matériaux semi-conducteurs en dehors du domaine de la microélectronique classique, qui conduiront aux lasers semi-conducteurs et mettront le futur groupe Thomson-CSF en position de pointe dans le domaine des télécommunications optiques.

### Plan calcul et la création de laCII
Vers 1963, le gouvernement français, désireux de constituer un pôle français de l'informatique et de chercher une issue à la crise financière que traverse la Compagnie française des machines Bull face à la puissance d'IBM, fait appel à la CSF qui est finalement amenée à se désengager au profit de l'américain General Electric et la CSF sortira ternie de l'affaire.
À cette époque, on commence à pressentir l'importance de l'informatique mais au sein des unités de la CSF, l'informatique ne se distingue pas forcément des activités liées aux automatismes et, dans ce domaine, la CSF est plus avancée dans les calculateurs analogiques que dans les calculateurs digitaux. Pour pallier son inexpérience, elle s'allie en 1960 avec Intertechnique et TRW pour fonder la Compagnie européenne d'automatisme électronique (CAE). En 1964, un accord est passé avec la Compagnie générale d'électricité (CGE) et Intertechnique pour créer une structure commune, la Compagnie pour l'informatique et les techniques électroniques de contrôle (CITEC), holding qui chapeaute diverses filiales impliquées dans les automatismes.
En 1966, le gouvernement français lance son plan calcul dont la pièce maîtresse est la Compagnie internationale pour l'informatique (CII), créée par fusion de la CAE avec la Société européenne d'automatisme (SEA), filiale de Schneider,. En 1967, la CII figure comme filiale dans l'organigramme de la CSF. Dans les années qui suivent, l'émergence du mini-ordinateur va faire émerger les projets d'informatique distribuée au sein de la CII et chez DEC, suivis ensuite par IBM.

### Fusion avec Thomson (1968)

Logo de la Thomson-CSF.

Dix-huit augmentations de capital entre 1944 et 1968 assurent la croissance de la CSF qui fait de plus en plus appel à des formules de dette obligataire (Gueit) et des emprunts à long terme, comme l'emprunt à 6 % du Groupement des industries de la construction électrique (GICEL) émis en juillet 1954. La BPPB suit les différentes augmentations de capital et accorde à la CSF des crédits-export remboursables sur cinq ans et garantis par la Compagnie française d'assurance pour le commerce extérieur (COFACE). Les exportations représentent 26 % du chiffre d'affaires de la CSF en 1964.
Les résultats financiers de la CSF restent médiocre, les investissements consentis en vue de conserver un haut niveau technique ayant plus ou moins conduit au surendettement. En 1958, les frais de recherche représentent en moyenne 12 % du prix de revient des produits. Le domaine du matériel professionnel où la CSF s'est cantonnée alourdit les en-cours et assèche la trésorerie en raison des délais entre la commande, la livraison et le paiement, ceci dans un contexte inflationniste.
Si le revenu industriel est faible, le revenu financier l'est aussi : les différentes participations de la Compagnie constituent un portefeuille dont le rendement décroît sans cesse, passant de 6 % dans les années 1953-1954 à 3 % en 1963. La rémunération du capital ne suivant pas les résultats à la baisse, le ratio dividendes/bénéfice est de l'ordre de 0,85, plus élevé que celui d'autres entreprises comparables, comme la Compagnie générale d'électricité (CGE) où il ne dépasse que rarement 0,68. Tout ceci conduit à une capacité d'autofinancement particulièrement faible et donc à une fuite en avant dans les emprunts à long terme. Le rapport de la dette à long terme au capital passe de 0,27 en 1950 à 0,62 en 1960 après être passé par une pointe de 2,72 en 1958.
La faiblesse de l'autofinancement conduit inexorablement à un rapprochement avec d'autres groupes. L'État, de qui la CSF est complètement dépendante pour ses contrats militaires, encourage d'abord un rapprochement avec la CGE, puis, à partir de 1957 avec la Compagnie française Thomson-Houston (CFTH), qui commence par décliner la proposition. Des pourparlers en vue de coopération ou d'alliance ont lieu avec Philips, beaucoup plus puissant que CSF, puis avec Telefunken et enfin Olivetti. Dès 1952, des tentatives ont également lieu aux États-Unis avec Raytheon. La CSF essaye également de mettre en place des accords de recherche avec divers groupes français comme la CGE ou Pechiney mais les seuls accords probants se font avec la hollandaise Philips autour de la Radiotechnique.
En 1967, la dépréciation de certains actifs et le provisionnement pour risque, à la suite d'un audit sévère mené par la Banque de Paris et des Pays-Bas (devenue Paribas en 1982), font apparaître une perte de 138 MF. Cette mauvaise surprise entraîne la chute du cours de l'action en bourse. Thomson qui a absorbé en 1966 Hotchkiss-Brandt apparaît alors comme le partenaire de recours. Les négociations entre Thomson et la Banque de Paris et des Pays-Bas durent un an. Elles créent Thomson-CSF, filiale à 46 % du groupe Thomson-Houston-Hotchkiss-Brandt dont la Banque de Paris et des Pays-Bas devient l'un des principaux actionnaires.
Ce nouveau groupe français emploie 64 000 personnes et ainsi peut prétendre à une stature internationale aux côtés de sociétés comme Philips ou AEG-Telefunken. Thomson-CSF représente le pôle électronique professionnelle et armement du groupe. Ses activités dans l'électronique peinent à faire face à une forte croissance, stimulées par la demande pour les calculateurs pour d'autres procédés industriels, qui vont donner naissance au mini-ordinateur.
En 1967, à la veille de la fusion avec Thomson, Maurice Ponte est président-directeur général de la CSF et André Danzin son adjoint alors que le directeur général technique est Roger Aubert. Le siège du groupe a été transféré en 1965 du boulevard Haussmann à Paris à Rocquencourt, dans la banlieue ouest, où sont basés aussi la CII et l'IRIA. La maison mère emploie 13 800 personnes et les filiales 15 000 pour un chiffre d'affaires de 1 500 millions de francs. Dans la future Thomson-CSF, la CSF représente donc le gros morceau par rapport au groupe électronique Thomson qui, avec ses filiales représente 12 500 personnes. Au sein de la maison mère, le groupement détection, c'est-à-dire les radars, mobilise plus de 6 500 personnes autour des gros sites de Malakoff et Issy-les-Moulineaux et de l'usine de Brest ; le groupement télécommunication - télévision – radiodiffusion mobilise 3 300 personnes autour des sites de Levallois-Perret et de Cholet ; 1 500 personnes, travaillent dans le groupement tubes. Le groupement scientifique qui regroupe diverses activités de recherches non rattachées directement à un autre groupement emploie 1 300 personnes. Le centre de Cagnes-sur-Mer spécialisé dans les sonars et créé en 1960 à la demande de la marine nationale pour le guidage des torpilles sous-marines, est rattaché au groupement détection avec quelque 400 personnes. Les activités correspondant à des composants autres que les tubes sont menées dans des filiales. Avec près de 2 500 personnes, LCC-CICE, fabricant de condensateurs et de céramiques à Saint-Apollinaire est l'une des plus grosses de ces filiales. La COSEM qui fabrique des circuits intégrés sur substrat silicium à Saint-Égrève, emploie 1 500 personnes.